# Stillahavsrödtunga
Stillahavsrödtunga (Glyptocephalus zachirus) är en fiskart som beskrevs av Lockington, 1879. Stillahavsrödtunga ingår i släktet Glyptocephalus och familjen flundrefiskar. Inga underarter finns listade i Catalogue of Life.